# Liste des monuments à la Seconde Guerre mondiale en Slovénie
Cet article recense les monuments liés à la Seconde Guerre mondiale en Slovénie.

## Liste
| Monument                                                                    | Lieu               | Artiste                                 | Date      | Coordonnées | Photo |
| --------------------------------------------------------------------------- | ------------------ | --------------------------------------- | --------- | ----------- | ----- |
| Monument aux soldats tombés au combat                                       | Ajdovščina         | Milena Lah                              | 1954      |             |       |
| Cimetière mémoriel de Kacenštajn                                            | Begunje            |                                         |           |             |       |
| Monument aux soldats tombés au combat                                       | Bistriški jarek    |                                         |           |             |       |
| Cimetière mémoriel des soldats tombés au combat et des victimes du fascisme | Bukovo             |                                         |           |             |       |
| Monument aux soldats tombés au combat                                       | Bukovo             |                                         |           |             |       |
| Guerre et Paix                                                              | Celje              | Jakob Savinšek                          | 1958      |             |       |
| Rat y mir                                                                   | Celje              | Jakob Savinšek                          | 1958      |             |       |
| Monument aux soldats tombés au combat et aux victimes du fascisme           | Cerkno             |                                         | 1954      |             |       |
| Monument aux soldats tombés au combat et aux victimes du fascisme           | Cerkvenjak         |                                         | 1962      |             |       |
| Monument aux soldats tombés au combat                                       | Čolnišče           |                                         |           |             |       |
| Monument aux soldats tombés au combat                                       | Divača             |                                         |           |             |       |
| Monument aux soldats tombés au combat et aux victimes du fascisme           | Dobrova            |                                         |           |             |       |
| Hôpital partisan de Franja                                                  | Dolenji Novaki     |                                         |           |             |       |
| Monument à la bataille de Dražgoše                                          | Dražgoše           | Stojan Batič, Boris Kobeta et Ive Šubic | 1977      |             |       |
| Monument aux soldats tombés au combat                                       | Gornja Radgona     |                                         |           |             |       |
| Monument aux soldats tombés au combat                                       | Grahovo            |                                         |           |             |       |
| Monument aux soldats tombés au combat                                       | Graška gora        | Антун Аугустинчић                       | 1979      |             |       |
| Monument à l'action partisane                                               | Grčarice           |                                         |           |             |       |
| Monument aux Partisans                                                      | Hrastenice         |                                         |           |             |       |
| Hôpital partisan de Zgornji Hrastnik                                        | Hrastnik           |                                         |           |             |       |
| Monument aux soldats tombés au combat                                       | Hrastnik           |                                         |           |             |       |
| Monument aux soldats tombés au combat                                       | Igriše             |                                         |           |             |       |
| Monument d'Ilirska Bistrica                                                 | Ilirska Bistrica   | Janez Lenassi                           | 1965      |             |       |
| Monument aux soldats tombés au combat                                       | Javorski Pil       |                                         |           |             |       |
| Monument aux soldats tombés au combat                                       | Jezerski vrh       |                                         |           |             |       |
| Hôpital partisan de Jelendol                                                | Kočevski Rog       |                                         | 1956      |             |       |
| Monument aux soldats tombés au combat                                       | Koprivna           |                                         |           |             |       |
| Monument aux soldats tombés au combat et aux victimes du fascisme           | Košenjak           |                                         |           |             |       |
| Monument aux victimes du fascisme                                           | Kozlerjev gozd     |                                         |           |             |       |
| Monument à la Révolution                                                    | Kranj              | Lojze Dolinar                           | 1961      |             |       |
| Monument aux soldats tombés au combat                                       | Križ               |                                         |           |             |       |
| Monument aux soldats tombés au combat                                       | Kropa              |                                         |           |             |       |
| Monument aux soldats tombés au combat                                       | Krvavec            |                                         |           |             |       |
| Monument aux soldats tombés au combat                                       | Lipa               |                                         |           |             |       |
| Complexe mémoriel de Žale                                                   | Ljubljana          | Janez Boljka (sl) et Feđa Košip         |           |             |       |
| Gramozna jama                                                               | Ljubljana          | Binko Flanc et Boris Kalin              | 1947-1955 |             |       |
| Monument à la Fondation du front de libération de la Slovénie               | Ljubljana          |                                         |           |             |       |
| Monument aux manifestations de 1943                                         | Ljubljana          |                                         |           |             |       |
| Monument à la Révolution                                                    | Ljubljana          | Drago Tršar                             | 1975      |             |       |
| Monuments aux Pionniers                                                     | Ljubljana          | Zdenko Kalin                            | 1962      |             |       |
| Tombe des Héros nationaux                                                   | Ljubljana          | Boris Kalin et Edo Mihevc               | 1949      |             |       |
| Monument aux soldats tombés au combat                                       | Logatec            |                                         |           |             |       |
| Monument à la guerre de libération de Yougoslavie                           | Maribor            | Slavko Tihec                            | 1975      |             |       |
| Mémorial de l'Armée rouge                                                   | Murska Sobota      |                                         | 1945      |             |       |
| Monument aux soldats tombés au combat                                       | Nova Gorica        |                                         |           |             |       |
| Talac                                                                       | Novo Mesto         | Jakob Savinšek                          | 1953      |             |       |
| Monument aux soldats tombés au combat                                       | Opatje Selo        | R. Moreu                                | 1978      |             |       |
| Monument au bataillon partisan de Pohorje                                   | Osankarica         |                                         |           |             |       |
| Monument aux soldats tombés au combat                                       | Planina            |                                         |           |             |       |
| Hôpital partisan de Paučko                                                  | Pohorje            |                                         | 1989      |             |       |
| Monument aux soldats tombés au combat                                       | Postojna           | Frančišek Smerdu                        | 1952      |             |       |
| Monument aux soldats tombés au combat                                       | Pregarje           |                                         |           |             |       |
| Hôpital partisan de Pugled                                                  | Pugled             | Miloš Lapajne                           | 1957      |             |       |
| Monument aux victimes du fascisme                                           | Pugled             |                                         |           |             |       |
| Monument aux victimes du fascisme                                           | Radovna            |                                         |           |             |       |
| Monument aux soldats tombés au combat                                       | Škofja Loka        |                                         |           |             |       |
| Monument aux soldats tombés au combat et aux victimes du fascisme           | Slovenski Javornik | Drago Tršar                             |           |             |       |
| Monument aux soldats tombés au combat                                       | Soze               |                                         |           |             |       |
| Cimetière mémoriel des soldats tombés au combat                             | Srednja Dobrava    |                                         |           |             |       |
| Monument aux soldats tombés au combat                                       | Stara Cerkev       |                                         |           |             |       |
| Monument aux victimes du fascisme                                           | Stranice           |                                         |           |             |       |
| Monument à l'action partisane                                               | Tije               |                                         |           |             |       |
| Monument aux soldats tombés au combat et aux victimes du fascisme           | Tomolšnca          |                                         |           |             |       |
| Monuments aux courriers                                                     | Toško Čelo         |                                         |           |             |       |
| Monument aux soldats tombés au combat                                       | Trebenče           |                                         |           |             |       |
| Monument aux soldats tombés au combat                                       | Trnovec            |                                         |           |             |       |
| Monument aux soldats tombés au combat                                       | Trnovo             |                                         |           |             |       |
| Cimetière mémoriel des soldats tombés au combat et des victimes du fascisme | Trnovo             | Edvard Ravinkar                         | 1958-1983 |             |       |
| Monument à la réunion du Front de libération                                | Trnovska vas       |                                         |           |             |       |
| Hôpital partisan de Pavla                                                   | Trnovski Gozd      |                                         |           |             |       |
| Cimetière mémoriel des victimes du fascisme                                 | Urh                | Boris Kalin et Karel Putrih             | 1955      |             |       |
| Monument aux victimes du fascisme                                           | Urh                | Zdenko et Boris Kalin                   | 1955      |             |       |
| Monument aux soldats tombés au combat                                       | Urnuče             | Stojan Batič                            |           |             |       |
| Monument à la Libération                                                    | Uršlja Gora        |                                         |           |             |       |
| Monument aux soldats tombés au combat                                       | Velenje            | Stojan Batič et Vladimir Mušič          | 1971      |             |       |
| Monument aux soldats tombés au combat                                       | Veliki Korinj      |                                         |           |             |       |
| Monument aux soldats tombés au combat                                       | Vipava             |                                         |           |             |       |
| Monument au bataillon de Sankar                                             | Vodička planina    |                                         |           |             |       |
| Monument aux soldats tombés au combat                                       | Vrhnika            |                                         |           |             |       |
| Cimetière mémoriel des soldats tombés au combat                             | Vrhpolje           |                                         |           |             |       |
| Monument à la Révolution                                                    | Zagorje ob Savi    | Stojan Batič                            | 1965      |             |       |
| Monument aux soldats tombés au combat                                       | Zakojca            |                                         |           |             |       |
| Monument aux soldats tombés au combat                                       | Žlebe              |                                         |           |             |       |
| Monument aux soldats tombés au combat                                       | Zreče              |                                         |           |             |       |